# 中国人民解放军陆军合成第一三二旅
合成第一三二旅（英語：132nd Combined Arms Brigade），是中国人民解放军陆军第七十四集团军下辖的一个轻型合成旅，驻地海南省屯昌县。

## 历史概述
该旅前身为1946年7月成立的西满纵队独立第三师，后整编为第四十四军第一三二师。广东战役结束后驻守海南至今，一直归入海南军区建制。2003年缩编为旅，2017年改为合成旅，划归陆军第七十四集团军建制。是长期以来海南岛上唯一的一支陆军机动作战部队。

## 沿革[2]
参考资料：
| 部隊番號                       | 使用時期              |
| ------------------------------ | --------------------- |
| 东北民主联军西满纵队独立第三师 | 1947年4月-1947年8月   |
| 东北民主联军第二十一师         | 1947年8月-1948年11月  |
| 中国人民解放军第一三二师       | 1948年11月-1960年1月  |
| 陆军第一三二师                 | 1960年1月-1985年10月  |
| 步兵第一三二师                 | 1985年10月-2003年11月 |
| 摩托化步兵第一三二旅           | 2003年11月-2017年4月  |
| 合成第一三二旅                 | 2017年4月至今         |